# Morti nel 2021
| Questa pagina contiene informazioni ricavate automaticamente dalle voci biografiche con l'ausilio del template Bio e di un bot. L'aggiornamento è periodico e automatico e ricostruisce completamente la pagina. Se manca una persona in questa lista, sei pregato di non aggiungerla, ma accertati piuttosto che la sua voce biografica contenga il template Bio e che i dati anagrafici siano correttamente compilati. Se il template Bio manca, inseriscilo tu stesso o, in alternativa, metti l'avviso {{tmp\|Bio}} che ne segnala la mancanza. Se i dati riportati sono sbagliati, correggi direttamente la voce biografica; le modifiche saranno visibili in questa lista entro pochi giorni. Per chiarimenti vedi il progetto biografie. La lista contiene solo le 2.535 persone che sono citate nell'enciclopedia e per le quali è stato implementato correttamente il template Bio. Pagina aggiornata al 18 ago 2025. |

## Senza giorno specificato(21)
- Ali Sadpara, alpinista pakistano (n. 1976)
- Judit Bakk, cestista ungherese (n. 1944)
- Miguel Ángel Borrelli, giocatore di biliardo argentino (n. 1948)
- Nikos Chalas, cestista greco (n. 1938)
- Domenico Di Virgilio, politico e medico italiano (n. 1939)
- Annamaria Giotto, cestista italiana (n. 1915)
- Eric Greif, produttore discografico, manager e avvocato canadese (n. 1962)
- Merja Hilanne, cestista finlandese (n. 1963)
- Joe Hooley, allenatore di calcio e calciatore inglese (n. 1938)
- Ioan Ionescu, cestista rumeno (n. 1961)
- Maria Kowalówka, cestista polacca (n. 1931)
- Neil Langman, calciatore inglese (n. 1932)
- Lorraine MacGuire, cestista australiana (n. 1934)
- Gilder Maggiolo, cestista argentina (n. 1940)
- Craig A. Miller, tennista australiano (n. 1962)
- Hugo Orozco, cestista messicano
- Félix Salinas, calciatore peruviano (n. 1939)
- John Snorri Sigurjónsson, alpinista islandese (n. 1973)
- Jaroslav Tetiva, cestista cecoslovacco (n. 1932)
- Ferrero Tossio, calciatore italiano (n. 1918)
- Luciano Ventrone, pittore italiano (n. 1942)